# Manisettihalli, Malur
Manisettihalli là một làng thuộc tehsil Malur, huyện Kolar, bang Karnataka, Ấn Độ.